# Chrysochlora
Chrysochlora är ett släkte av tvåvingar. Chrysochlora ingår i familjen vapenflugor.
Kladogram enligt Catalogue of Life:
| Chrysochlora | \| \| Chrysochlora amethystina \| \| \| \| \| \| Chrysochlora cooksoni \| \| \| \| \| \| Chrysochlora insularis \| \| \| \| \| \| Chrysochlora lineata \| \| \| \| \| \| Chrysochlora luteipes \| \| \| \| |
|              | \| \| Chrysochlora amethystina \| \| \| \| \| \| Chrysochlora cooksoni \| \| \| \| \| \| Chrysochlora insularis \| \| \| \| \| \| Chrysochlora lineata \| \| \| \| \| \| Chrysochlora luteipes \| \| \| \| |
|              | Chrysochlora amethystina |
|              | |
|              | Chrysochlora cooksoni |
|              | |
|              | Chrysochlora insularis |
|              | |
|              | Chrysochlora lineata |
|              | |
|              | Chrysochlora luteipes |
|              | |